# GNB4
GNB4 (англ. G protein subunit beta 4) – білок, який кодується однойменним геном, розташованим у людей на короткому плечі 3-ї хромосоми.  Довжина поліпептидного ланцюга білка становить 340 амінокислот, а молекулярна маса — 37 567.
| 10         |  | 20         |  | 30         |  | 40         |  | 50         |
| ---------- |  | ---------- |  | ---------- |  | ---------- |  | ---------- |
| MSELEQLRQE |  | AEQLRNQIQD |  | ARKACNDATL |  | VQITSNMDSV |  | GRIQMRTRRT |
| LRGHLAKIYA |  | MHWGYDSRLL |  | VSASQDGKLI |  | IWDSYTTNKM |  | HAIPLRSSWV |
| MTCAYAPSGN |  | YVACGGLDNI |  | CSIYNLKTRE |  | GNVRVSRELP |  | GHTGYLSCCR |
| FLDDSQIVTS |  | SGDTTCALWD |  | IETAQQTTTF |  | TGHSGDVMSL |  | SLSPDMRTFV |
| SGACDASSKL |  | WDIRDGMCRQ |  | SFTGHVSDIN |  | AVSFFPNGYA |  | FATGSDDATC |
| RLFDLRADQE |  | LLLYSHDNII |  | CGITSVAFSK |  | SGRLLLAGYD |  | DFNCNVWDTL |
| KGDRAGVLAG |  | HDNRVSCLGV |  | TDDGMAVATG |  | SWDSFLRIWN |  |            |

A: Аланін

C: Цистеїн

D: Аспарагінова кислота

E: Глутамінова кислота

F: Фенілаланін

G: Гліцин

H: Гістидин

I: Ізолейцин

K: Лізин

L: Лейцин

M: Метіонін

N: Аспарагін

P: Пролін

Q: Глутамін

R: Аргінін

S: Серин

T: Треонін

V: Валін

W: Триптофан

Кодований геном білок за функціями належить до білків внутрішньоклітинного сигналінгу, фосфопротеїнів. 
Задіяний у такому біологічному процесі як ацетиляція. 